# Salsiccia
La salsiccia, nell'uso popolare in alcune regioni anche salciccia, è un insaccato di carne, tipico di molte regioni italiane e diffuso in tutto il mondo. In Italia, secondo gli ingredienti e le zone dove viene prodotta, assume varie denominazioni come luganega, salamella, salamina, salamino, salametto, bardiccio, rocchio, zazzicchia.

## Storia
Conosciuta inizialmente come "lucanica", la prima testimonianza della salsiccia risale al I secolo avanti Cristo, quando lo storico romano Marco Terenzio Varrone descrisse quest'uso di insaccare nel budello di maiale la sua carne insieme a spezie e sale nel modo seguente «Chiamano lucanica una carne tritata insaccata in un budello, perché i nostri soldati hanno appreso il modo di prepararla dai Lucani». Conferma della nascita in Basilicata sono anche gli scritti di Cicerone e di Marziale che citano la Lucania come luogo di nascita della salsiccia.
Secondo una tradizione lombarda, spuria e molto recente, la sua invenzione sarebbe invece opera della regina longobarda Teodolinda, che inventò la salsiccia e che ne avrebbe poi regalato la ricetta agli abitanti di Monza. Anche i Veneti rivendicano la paternità di questo prodotto, affermando che la salamella sarebbe nata sul loro suolo, e sono tante altre regioni italiane che ne reclamano i natali.
Tuttavia, le fonti antiche che si occupano di questa ricetta sono concordi nel ritenere che essa sia un'invenzione del popolo dei Lucani, conquistato da Roma nel III secolo a.C. (l'antica Lucania corrisponde all'odierna Basilicata, comprese limitate zone della Campania meridionale).
In particolare, scrittori come Cicerone, Marziale, oltre al già nominato Marco Terenzio Varrone, parlano più volte nelle loro opere della "lucanica", specialità introdotta nell'antica Roma dalle schiave lucane, e apprezzata per la facilità di trasporto e di conservazione che conferiva alla carne di maiale, oltre che per lo squisito sapore. D'altronde, a riprova della genuinità di questa ricostruzione, si osservi che dal nome "lucanica" è derivato "luganega", termine che gli stessi lombardi, i trentini e i veneti tutt'oggi danno a un tipo di salsiccia di piccolo diametro, destinata al consumo immediato.

## Composizione

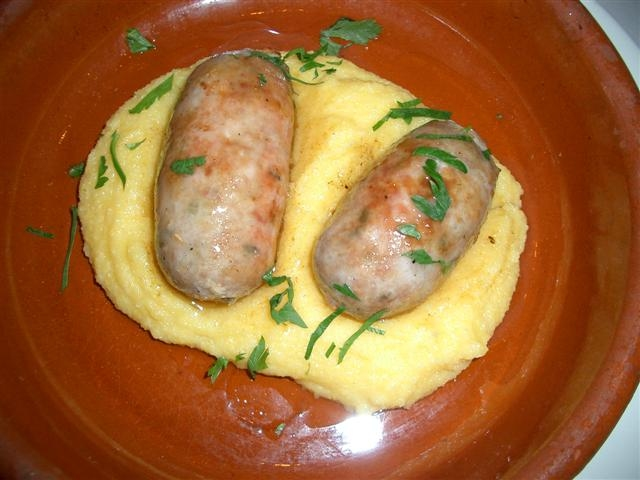
Salsicce cotte e polenta

Viene prodotta solitamente riempiendo un budello naturale di suino (budellozza) o di montone (lucanicchia o, nel linguaggio volgare, luganega) con un misto di parti magre (es. spalla) e grasse (es. pancetta) tagliate a dadini (o tritate) e mescolate con sale. All'impasto così ottenuto viene aggiunto solitamente vino (prevalentemente rosso) e altre spezie, quali possono essere pepe, peperoncino, coriandolo, finocchio, noce moscata, anche zucchero (destrosio, saccarosio).
Nelle produzioni industriali viene aggiunto di norma acido ascorbico (E300) come antiossidante e latte in polvere affinché il salume conservi una certa morbidezza nel tempo. L'insieme del sale e degli aromi viene denominato concia. Può essere consumata fresca (previa cottura) o secca (quindi stagionata).

## Salsicce riconosciute tradizionali

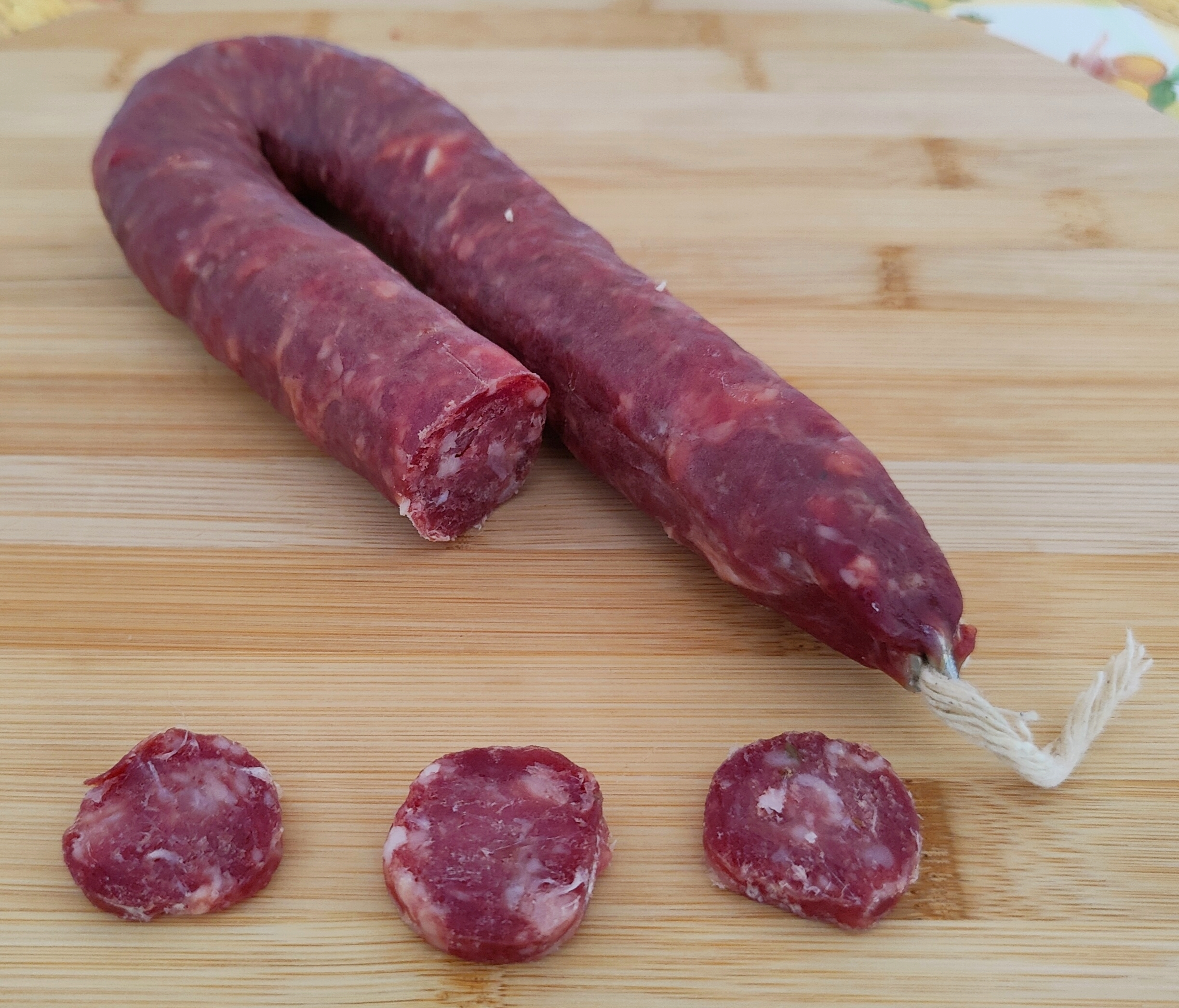
Salsiccia Lucanica di Picerno

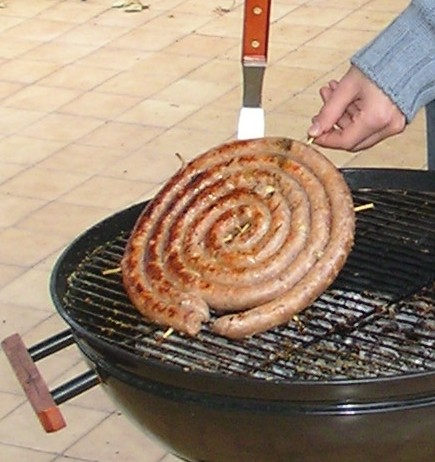
Salsiccia siciliana alla brace

Gli abitanti della Basilicata, e in particolare di Picerno, riadottarono il nome originario dell’insaccato, associandolo al territorio di provenienza. La "Lucanica di Picerno" è riconosciuta come prodotto IGP. Su proposta delle rispettive regioni, sono stati riconosciuti dal Ministero delle politiche agricole alimentari e forestali le seguenti salsicce, considerate nell'elenco dei Prodotti agroalimentari tradizionali italiani.
- Abruzzo
  - salsiccia di fegato
  - salsiccia cicolana o Aquilano
  - salsiccia di guanciale
  - salsiccia Annuje o Nuje, tipica della Provincia di Chieti
  - salsicciotto di Pennapiedimonte
  - salsicce allo zafferano
  - salsiccia di pecora
  - salsiccia spalmabile del Teramano
  - salsiccia di fegato con miele
  - salsiccia di maiale sott'olio
  - salsiccia di cotica
  - salsicciotto frentano
  - salsiccia dolce, con finocchietto (o semi o fiore) con peperone dolce di Altino
  - salsiccia piccante, tipica della Provincia di Chieti, con polvere di finocchietto e peperoncino in polvere
- Basilicata
  - salsiccia dolce, con finocchietto (o semi di coriandolo) e con peperoncino rosso in polvere.
  - salsiccia piccante, con finocchietto e peperoncino rosso piccante.
  - salsiccia pezzente, così chiamata per l'impiego di parti meno pregiate e più grasse.
  - salsiccia sotto sugna
  - salsiccia nera o "Lucanica"

- Calabria
  - sazizza: salsiccia con finocchietto selvatico
  - salsiccia piccante, con finocchietto e peperoncino piccante.
  - salsiccia di coretto
  - salsiccia pezzente
  - salsiccia sott'olio (d'oliva)
  - salsiccia sotto sugna
- Campania
  - salsiccia
  - salsiccia affumicata
  - salsiccia di polmone
  - salsiccia sotto sugna
  - salsiccia sotto sugna di Casale di Carinola
  - salsiccia sotto sugna di Vairano Patenora
  - salsiccia rossa di Castelpoto
  - salsiccione nocerino, salame da cuocere
  - cervellatine
- Emilia-RomagnaSalsiccia gialla fina
  - salsiccia fina o grosso

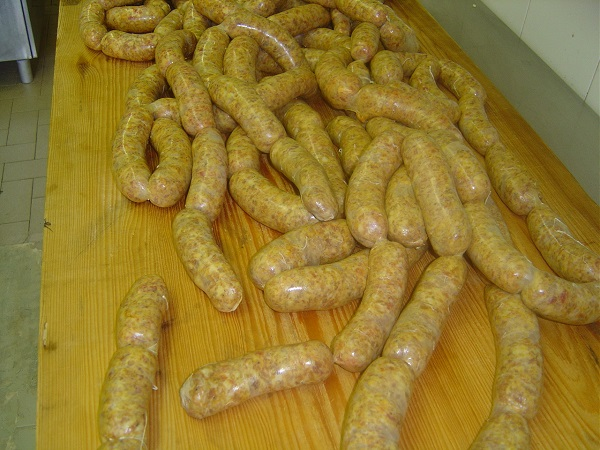
Salsiccia gialla fina

  - salsiccia gialla fina, sulzezza zala bouna e fina di Modena (con carne pregiata, sale, pepe, zenzero, cannella, chiodi di garofano, zafferano, uova, noce moscata e formaggio grana grattugiato)
  - salsiccia matta (fatta con tagli meno pregiati, soprattutto della gola vicino al taglio per il dissanguamento dell'animale in fase di macellazione)
  - Salsiccia Romagnola (Tradizionalmente con ingredienti poveri, come i ritagli della macellazione del suino, pancetta e lardo, sale, pepe nero macinato e vino bianco passato nell'aglio schiacciato)
  - salsicciotto alla piacentina, salame da cuocere
- Friuli-Venezia Giulia
  - Lujànie, che può essere anche affumicata
  - Linguâl, di forma sferica con al centro un grosso pezzo di lingua
  - Bondiola, anch'essa sferica, ma con la lingua tagliata a dadini e pezzetti di muscolo
- Lazio
  - salsiccia al coriandolo di Monte San Biagio (LT) (fresca, conservata e secca)
  - Zazzicchia di Terracina (LT) con petartera (nome dialettale del coriandolo), sale , pepe e peperoncino
  - salsicce (corallina romana, susianella, al coriandolo, paesana)
  - salsicce secche aromatiche
  - salsicce secche di suino della Ciociaria e dei monti Lepini
  - Salsiccia di Castro dei Volsci (battuta al coltello con sale, peperoncino e buccia di arancio)
  - salsiccia dei monti Lepini al maiale nero
  - salsiccia di fegato (mazzafegato di Viterbo, paesana da sugo)
  - salsiccia di fegato dei monti Lepini al maiale nero
  - salsiccia di fegato di suino (tipica dell'Alta Valle del Velino)
  - salsiccia sott'olio (allo strutto)

- Liguria
  - salsiccia
  - salsiccia di ceriana, salsiccia
  - salsiccia di pignone
- Lombardia
  - salamella mantovana
  - salamina bresciana
- Marche
  - salsiccia
  - salsiccia di fegato
  - salsiccia di cinghiale
- Molise
  - salsiccia di fegato di maiale
  - salsiccia di maiale

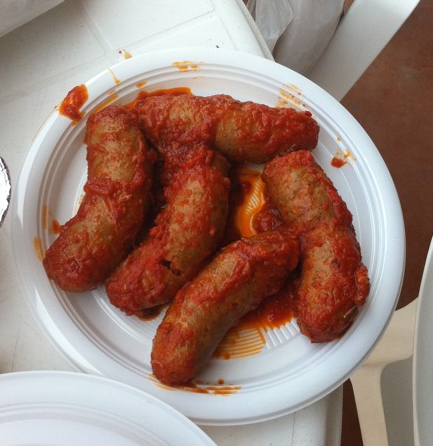
Salsicce marchigiane al sugo

  - salsiccia di maiale di Pietracatella
  - salsiccia di fegato di maiale (secca, conservata e secca) di San Martino in Pensilis (CB)
  - salsiccia di maiale (secca, conservata e secca) di San Martino in Pensilis (CB)
- Piemonte
  - salsiccia al formentino
  - salsiccia di Bra
  - salsiccia di cavolo o sautissa ëd coi
  - salsiccia di riso
- Puglia
  - salsiccia a punta di coltello dell'Alta Murgia a Spinazzola Gravina in Puglia
  - salsiccia alla salentina, sardizza, sarsizza, satizza
  - salsiccia dell'Appennino Dauno
  - salsicciotti di Laterza
  - salsiccia "impumata" (Salsiccia affumicata di cavallo)
  - Zampina, prodotto tipico di Sammichele di Bari
  - salsiccia suino a punta di coltello, di Altamura
  - Cervellata, prodotto tipico di Toritto, inserito nella lista dei (P.A.T) del Ministero delle politiche agricole alimentari e forestali (Mipaaf).[9]
  - Salsiccia equina
- Sardegna
  - salsiccia di Siligo, di suino, affumicata, con pepe nero, chiodi di garofano e finocchietto selvatico
  - salsiccia di suino fresca
  - salsiccia di suino secca di Irgoli detta comunemente "Sartizzu"
- SiciliaSalsicce di suino sulla brace

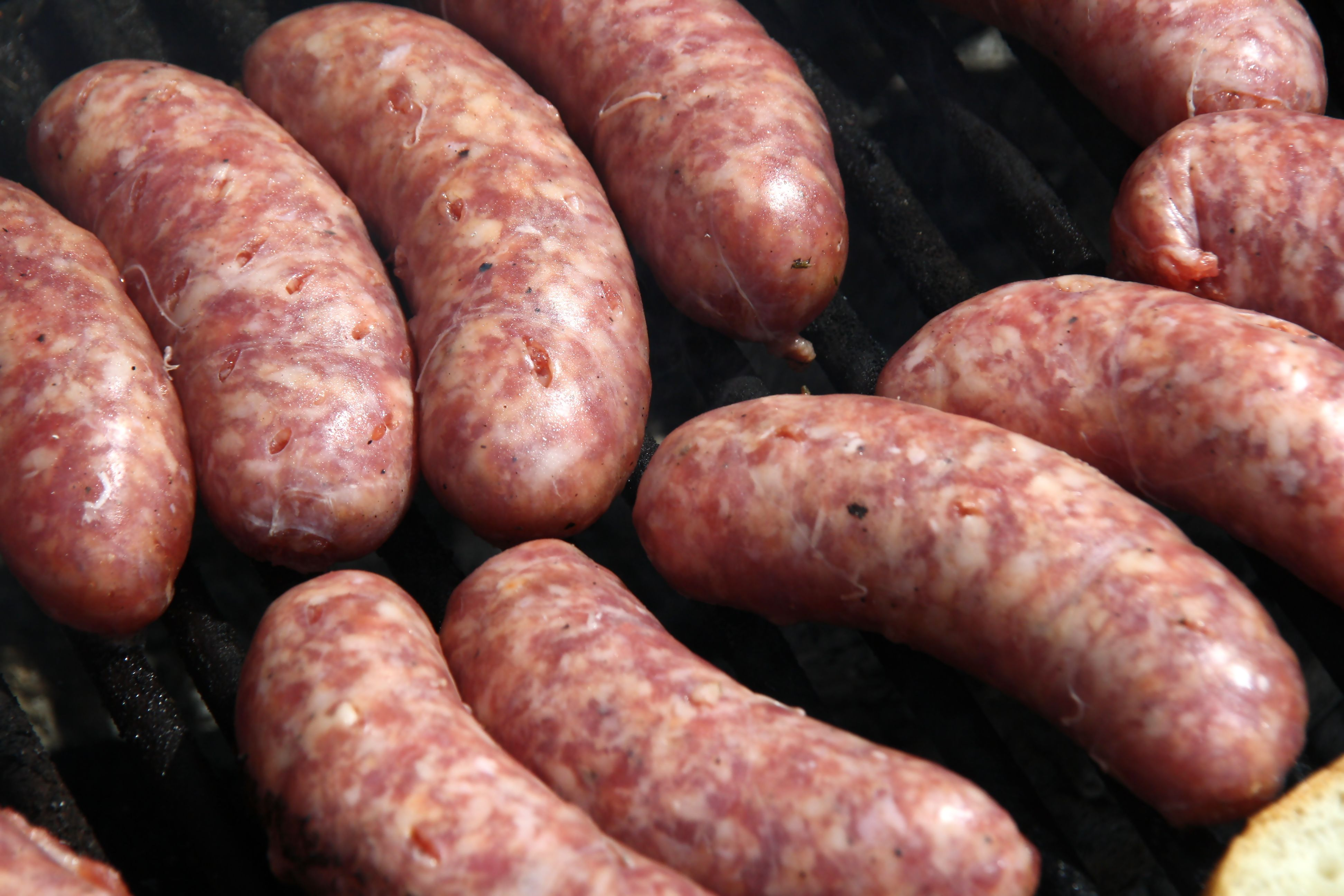
Salsicce di suino sulla brace

  - salsiccia di maiale fresca, secca e affumicata, "a sausizza"
  - salsiccia pasqualora
  - salsiccia ragusana, "sausizza" mista di carne vaccina e suina
  - salsiccione grasso
- Toscana
  - salsiccia con patate
  - salsiccia con fagioli
  - salsiccia di cinghiale
  - salsiccia di cinghiale sott'olio
  - salsiccia di montignoso
  - salsiccia toscana (sarciccia)
  - Bardiccio
- Trentino-Alto Adige
  - Provincia autonoma di Bolzano: Una salsiccia Leberwurst
    - Hirschwurst (salsiccia di cervo)
    - Leberwurst (salsiccia di fegato)

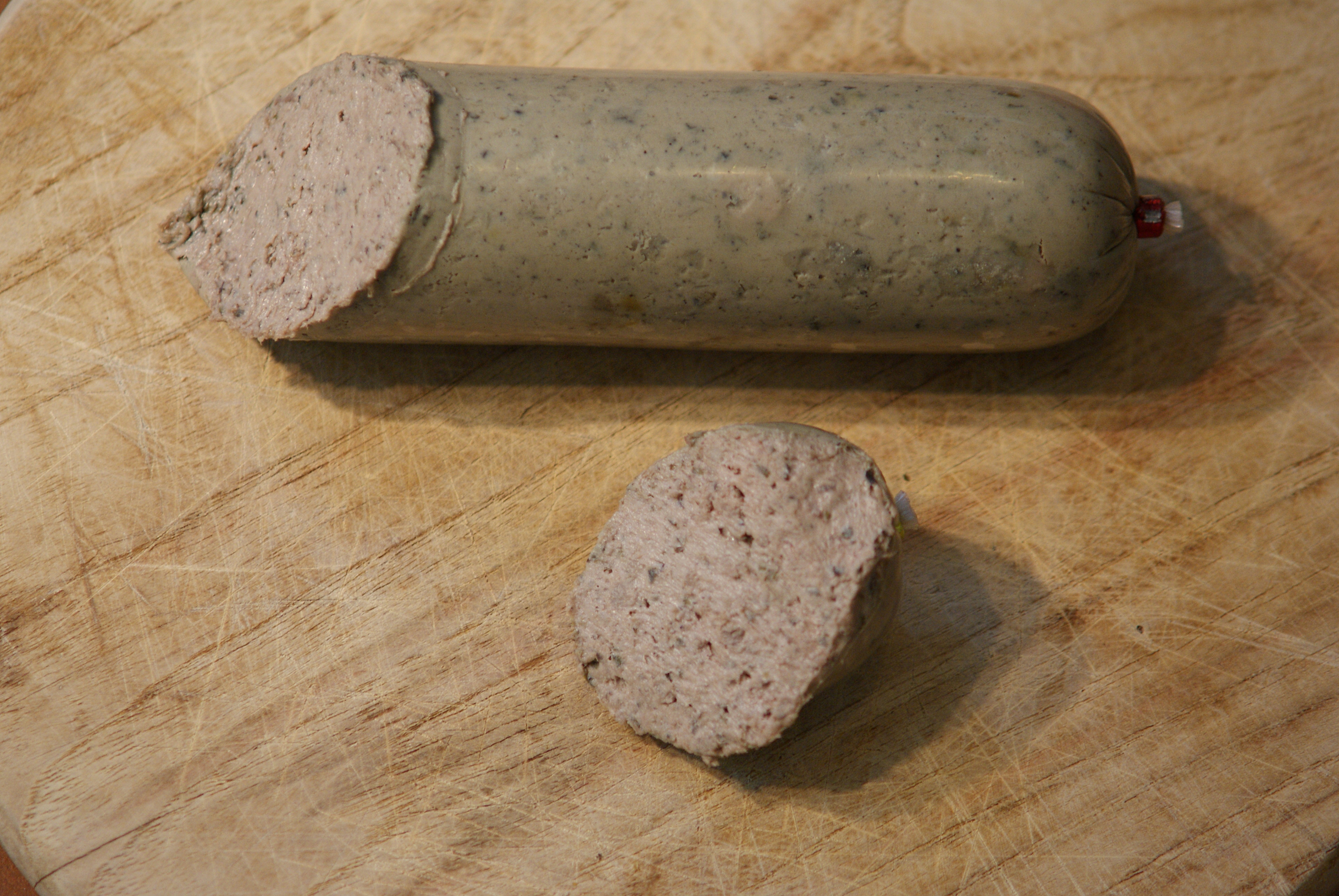
Una salsiccia Leberwurst

  - salsiccia fresca, luganega, luganegheta fresca o salziza fresca (Provincia di Trento)
- Umbria
  - salsiccia
  - mazzafegato (15% dell'impasto è fegato di maiale)
  - sambudello
  - prosciuttella (salsiccia di prosciutto)
- Veneto
  - salsiccia tipica polesana

## Corea
- Sundae (insaccato)

## Germania
- Thüringer Rostbratwurst

## Maghreb
- Merguez

## Scandinavia
- Medisterpølse